# Гурли, Джон
Джон Белл Гурли (англ. John Bell Gourlay; 26 июля 1872, Бленим — 7 апреля 1949, Норт-Ванкувер, Британская Колумбия) — канадский футболист, чемпион летних Олимпийских игр 1904.
На Играх 1904 в Сент-Луисе Гурли выступал за сборную Канады. Выиграв два матча, он занял первое место и получил золотую медаль.